# 紀元前430年
紀元前430年（きげんぜん430ねん）は、ローマ暦の年である。
当時は、「クラッススが共和政ローマ執政官に就任した年」として知られていた（もしくは、それほど使われてはいないが、ローマ建国紀元324年）。紀年法として西暦（キリスト紀元）がヨーロッパで広く普及した中世時代初期以降、この年は紀元前430年と表記されるのが一般的となった。

## 他の紀年法
- 干支 : 辛亥
- 日本
  - 皇紀231年
  - 孝昭天皇46年
- 中国
  - 周 - 考王11年
  - 秦 - 躁公13年
  - 晋 - 幽公4年
  - 楚 - 簡王2年
  - 斉 - 宣公26年
  - 燕 - 閔公9年
  - 趙 - 襄子46年
  - 魏 - 文侯16年
- 朝鮮
  - 檀紀1904年
- ベトナム :
- 仏滅紀元 : 115年
- ユダヤ暦 : 3331年 - 3332年

## できごと

### ギリシア
- スパルタ軍が再びアッティケーを荒らし回ったが、ペリクレスはこれにひるまず、当初の戦略を変更しなかった。ペリクレスはスパルタ軍との地上戦を避け、再びペロポネソス半島沿岸を海から襲うべく、今回は艦隊の規模を100隻ほどに増強し、海路での遠征を行なった。
- アテナイに攻城戦を仕掛けられていたポティダイア (Potidaea) が、冬場になって遂に降伏した。
- アテナイで疫病が発生し、人口密度が高かったこの都市で猛威を振るった（古代の墓から得られた検体による現代のDNA分析から、この疫病はチフスと推定されている）。3万人以上の市民、船員、兵士が死に、ペリクレスの2人の息子も犠牲となった。アテナイの人口の概ね4分の1ほどが、この疫病で死んだ。この疫病の広がりを恐れたスパルタ軍は、兵士たちが病に冒された敵軍と接触することを嫌ったため、アッティケー侵略を放棄して撤退した。
- ペリクレス自身も罹患したが、一時は回復を見せた。ペリクレスは将軍職を一旦解かれたが、後に再任された。

### 中国
- 義渠が秦を攻撃し、渭水の南までやってきた。

### 芸術
- ポリュクレイトスが、代表的な彫刻作品のひとつである大作ディアデュメノス (Diadumenos) を完成させた。

## 死去
- エンペドクレス - ギリシアの哲学者（おおよその年代）（紀元前490年ころ生）
- ペイディアス - ギリシアの彫刻家（おおよその年代）（紀元前490年/紀元前480年ころ生）
- エレアのゼノン - ギリシアの哲学者（おおよその年代）（紀元前490年ころ生）